# L'amante del male
 L'amante del male è un film italiano del 1947 diretto da Roberto Bianchi Montero.
Conosciuto anche con il titolo Vipera bionda, il film venne distribuito soltanto nel 1952.

## Trama
Il conte Vittore di San Massimo, in difficoltà per la sua attività imprenditoriale, sposa per interesse la contessina Giuliana di Torrenuova e abbandona l'amante Natalia, che giura tremenda vendetta. Si fa assumere come governante con il proposito di far cessare l'unione, ma viene scoperta.

## Produzione
La casa di produzione Ape Film produce insieme alla Super Film di Napoli e nel periodo a cavallo tra il 1946 e il 1947 gira L'amante del male, nella quale debutta come regista di lungometraggi l'attore Roberto Bianchi Montero. 

Il film, ascrivibile al filone dei melodrammi sentimentali strappalacrime, allora molto in voga tra il pubblico italiano (in seguito indicato dalla critica con il termine neorealismo d'appendice), è girato a Bari, su soggetto dell'ingegner Ulrico Ingani, che aveva curato la trama del film Il richiamo della strada ambientato nella stessa città. La sceneggiatura è di Luigi Chiarelli, commediografo originario di Trani. Pasquale Signori ha curato le coreografie. Le musiche e le canzoni sono della Casa musicale Marletta di Roma.

## Distribuzione
È il punto debole di questo film, perché il lancio sul mercato, attraverso la distribuzione curata dalla Rol Film e dalla Di Paolo Film avviene ben sei anni dopo la produzione, nel 1952 con il modesto incasso di 4.200.000 lire dell'epoca.

## Critica
Il racconto sembra diviso in due parti: una è una vicenda sentimentale con tentativo di vendetta, l'altra un tuffo tra i cavatori di marmo.

Una rivelazione Enzo Siciliano, che ha la parte di attore giovane.